# Ioan Avarvarei
Ioan Avarvarei (n. 6 iulie 1941, Huși, Vaslui, România - d. 17 septembrie 2021, Iași), a fost un profesor universitar în domeniul agriculturii, fost senator român în legislatura 1996-2000 ales în județul Iași pe listele partidului PDSR. În cadrul activității sale parlamentare, Ioan Avarvarei a fost membru în grupurile parlamentare de prietenie cu Republica Bulgaria, Republica Columbia și Republica Azerbaidjan. Ioan Avarvarei a fost membru în comisia pentru agricultură, silvicultură și dezvoltare rurală.

## Biografie
Născut la Huși, Ioan Avarvarei a absolvit Facultatea de Agronomie de la Iași în 1966. În perioada 1990 - 1996, Avarvarei a fost decan al Facultății de Agronomie. Din martie 1996 a îndeplinit funcția de rector al Universității Agronomice. Membru PCR din 1968, Avarvarei s-a înscris în PDSR, actualul PSD, în 1996. Timp de patru ani, între 1996 și 2000, Avarvarei a reprezentat Iașul ca senator din partea PDSR, nefiind un parlamentar activ. În 2004, Ioan Avarvarei a demisionat din funcția de prefect al județului Iași.